# Robert Peirson
Robert Peirson (2 juin 1821 - 15 juin 1891) est un astronome et physicien théoricien anglais.

## Biographie
Né dans une famille aisée dans leur résidence au no 5, Barnsbury Park, Islington, Middlesex, Robert Peirson y a vécu sa vie sauf pendant sa résidence à Cambridge.

« Il est admis comme Foundation Scholar en 1842, et passe son diplôme de Third Wrangler en 1845, la même année que le Dr Parkinson (en) et que Sir William Thomson (aujourd'hui Lord Kelvin). Il a été admis comme membre du Collège en 1849 à la place de M. Blick, qui avait accepté le logement de Brandesburton, et a conservé son titre de membre jusqu'en 1855. Il ne semble pas avoir occupé de poste au Collège. En 1850, il a reçu le premier prix Adams, fondé en 1848, pour un essai sur la théorie de la longue inégalité d'Uranus et de Neptune, qui a été imprimé dans le vol. ix des Transactions of the Cambridge Philosophical Society. »

Après avoir quitté Cambridge, il mena une vie recluse et s'occupa de l'étude de l'astronomie et de l'optique. En 1858, il acheta plusieurs acres de terrain à Wimbledon Park, dans le Surrey, et y organisa la construction de 1859 à 1861 d'une résidence seigneuriale, qu'il nomma Devonshire Lodge. Cependant, il a subi un revers financier sévère peu de temps avant de pouvoir s'y installer. Par conséquent, il a dû vendre Devonshire Lodge et rester dans sa résidence de Barnsbury.
Il ne s'est jamais marié. Ses articles posthumes ont été examinés par Alfred William Flux, membre du St John's College de Cambridge, en vue de la publication d'une partie d'entre eux. En 1893, la bibliothèque du St. John's College acquiert les papiers manuscrits et quelques cahiers. Le matériel est contenu dans 50 boîtes, et la majorité concerne l'astronomie et l'optique, datant de 1854 à 1890.